# زهرا لطف‌آبادی
زهرا لطف‌آبادی (زادهٔ ۲۱ دی ۱۳۷۳ در بهشهر مازندران) یکی از بازیکنان تیم ملی فوتسال زنان ایران است. لطف‌آبادی از سال ۱۳۸۶ کار خود را در رشته فوتسال زنان آغاز کرده و سال ۱۳۹۶ برای اولین‌بار به اردوی تیم ملی فوتسال زنان ایران دعوت شد. او در حال حاضر یکی از لژیونرهای فوتسال ایران محسوب می‌شود که در لیگ اسپانیا مشغول به فعالیت است.
لطف‌آبادی یکی از علاقه‌مندان به تیم پرسپولیس محسوب می‌شود.

## دستاوردها

### دستاوردهای در عرصه باشگاهی
- نایب‌قهرمانی با تیم مس رفسنجان در لیگ برتر فوتسال زنان ایران در سال ۱۳۹۷ [۴][۵]
- مقام سوم با تیم هیات فوتبال خراسان رضوی در لیگ برتر فوتسال زنان ایران در سال ۱۳۹۸
- مقام سوم با تیم هیات فوتبال خراسان رضوی در لیگ برتر فوتسال زنان ایران در سال ۱۳۹۹
- قهرمانی با تیم سالا ساراگوسا در جام آراگون اسپانیا در سال ۲۰۲۲
- قهرمانی با تیم اتلتیکو تورکال و صعود به پلی‌آف لیگ برتر فوتسال زنان اسپانیا در سال ۲۰۲۳ [۶][۷][۸][۹][۱۰]

### دستاوردها در عرصه ملی
- بهترین دروازه‌بان تورنمنت بین‌المللی روسیه در سال ۲۰۱۸